# Kironge (vattendrag i Bujumbura Rural)
Kironge är ett vattendrag i Burundi.   Det ligger i provinsen Bujumbura Rural, i den centrala delen av landet, 27 kilometer sydost om huvudstaden Bujumbura.
Omgivningarna runt Kironge är en mosaik av jordbruksmark och naturlig växtlighet. Runt Kironge är det ganska tätbefolkat, med 172 invånare per kvadratkilometer.